# Indiana Asteroid Program
L’Indiana Asteroid Program (en français Programme d'astéroïdes de l'Indiana) était un programme d'observation photographique des astéroïdes conduit avec un astrographe muni d'un triplet de Cooke de 10 pouces f/6.5 à l'observatoire Goethe Link près de Brooklyn dans l'Indiana. Le programme fut lancé par Frank K. Edmondson (en) de l'université de l'Indiana à Bloomington en 1949 et poursuivi jusqu'en 1967. Il avait quatre objectifs :
- retrouver des astéroïdes éloignés de leurs positions calculées,
- fournir de nouveaux calculs d'orbite ou réviser d'anciens calculs,
- fournir des magnitudes précises à environ 0,1 mag,
- former les étudiants[4].

Lorsque le télescope de 0,91 m (36 pouces) de l'observatoire se révéla inadapté pour rechercher les astéroïdes, le chercheur postdoctoral James Cuffey (en) négocia l'emprunt permanent d'un objectif de 254 mm (10 pouces) à l'université de Cincinnati. Installé dans un abri près de l'observatoire principal, l'instrument utilisant l'objectif emprunté est à l'origine de toutes les découvertes du programme.
En 1958, le programme avait produit 3500 plaques photographiques contenant 12000 images d'astéroïdes et avait publié environ 2000 positions précises dans le Minor Planet Circular.  Quand le programme s'acheva, il avait découvert 119 astéroïdes. La dernière découverte non nommée du programme, (30718) Records, faite en 1955, ne fut pas nommée avant 2008, lorsque son orbite fut finalement calculée et confirmée.
Le programme s'acheva lorsque les lumières de la ville voisine d'Indianapolis devinrent trop brillantes pour permettre les longues expositions nécessaires aux plaques photographiques.
Les 7000 plaques photographiques du programme sont maintenant archivées à l'observatoire Lowell.

## Astéroïdes découverts par l’Indiana Asteroid Program
Source: IAU Minor Planet Center: Discovery Circumstances of Numbered Minor Planets
| (1575) Winifred     | 20 avril 1950     |
| (1578) Kirkwood     | 10 janvier 1951   |
| (1602) Indiana      | 14 mars 1950      |
| (1615) Bardwell     | 28 janvier 1950   |
| (1721) Wells        | 3 octobre 1953    |
| (1728) Goethe Link  | 12 octobre 1964   |
| (1729) Beryl        | 19 septembre 1963 |
| (1741) Giclas       | 26 janvier 1960   |
| (1746) Brouwer      | 14 septembre 1963 |
| (1751) Herget       | 27 juillet 1955   |
| (1761) Edmondson    | 30 mars 1952      |
| (1762) Russell      | 8 octobre 1953    |
| (1763) Williams     | 13 octobre 1953   |
| (1764) Cogshall     | 7 novembre 1953   |
| (1765) Wrubel       | 15 décembre 1957  |
| (1766) Slipher      | 7 septembre 1962  |
| (1767) Lampland     | 7 septembre 1962  |
| (1788) Kiess        | 25 juillet 1952   |
| (1798) Watts        | 4 avril 1949      |
| (1799) Koussevitzky | 25 juillet 1950   |
| (1822) Waterman     | 25 juillet 1950   |
| (1824) Haworth      | 30 mars 1952      |
| (1826) Miller       | 14 septembre 1955 |
| (1827) Atkinson     | 7 septembre 1962  |
| (1852) Carpenter    | 1er avril 1955    |
| (1853) McElroy      | 15 décembre 1957  |
| (1952) Hesburgh     | 3 mai 1951        |
| (1953) Rupertwildt  | 29 octobre 1951   |
| (1955) McMath       | 22 septembre 1963 |
| (1971) Hagihara     | 14 septembre 1955 |
| (1988) Delores      | 28 septembre 1952 |
| (1994) Shane        | 4 octobre 1961    |
| (1996) Adams        | 16 octobre 1961   |
| (1997) Leverrier    | 14 septembre 1963 |
| (2007) McCuskey     | 22 septembre 1963 |
| (2023) Asaph        | 16 septembre 1952 |
| (2024) McLaughlin   | 23 octobre 1952   |
| (2026) Cottrell     | 30 mars 1955      |
| (2059) Baboquivari  | 16 octobre 1963   |
| (2065) Spicer       | 9 septembre 1959  |

| (2069) Hubble         | 29 mars 1955      |
| (2070) Humason        | 14 octobre 1964   |
| (2086) Newell         | 20 janvier 1966   |
| (2110) Moore-Sitterly | 7 septembre 1962  |
| (2160) Spitzer        | 7 septembre 1956  |
| (2161) Grissom        | 17 octobre 1963   |
| (2165) Young          | 7 septembre 1956  |
| (2168) Swope          | 14 septembre 1955 |
| (2182) Semirot        | 21 mars 1953      |
| (2196) Ellicott       | 29 janvier 1965   |
| (2227) Otto Struve    | 13 septembre 1955 |
| (2300) Stebbins       | 10 octobre 1953   |
| (2301) Whitford       | 20 novembre 1965  |
| (2322) Kitt Peak      | 28 octobre 1954   |
| (2326) Tololo         | 29 août 1965      |
| (2334) Cuffey         | 27 avril 1962     |
| (2351) O'Higgins      | 3 novembre 1964   |
| (2405) Welch          | 18 octobre 1963   |
| (2417) McVittie       | 15 février 1964   |
| (2466) Golson         | 7 septembre 1959  |
| (2488) Bryan          | 23 octobre 1952   |
| (2496) Fernandus      | 8 octobre 1953    |
| (2516) Roman          | 6 novembre 1964   |
| (2528) Mohler         | 8 octobre 1953    |
| (2624) Samitchell     | 7 septembre 1962  |
| (2641) Lipschutz      | 4 avril 1949      |
| (2653) Principia      | 4 novembre 1964   |
| (2751) Campbell       | 7 septembre 1962  |
| (2753) Duncan         | 18 février 1966   |
| (2775) Odishaw        | 14 octobre 1953   |
| (2842) Unsöld         | 25 juillet 1950   |
| (2848) ASP            | 8 novembre 1959   |
| (2853) Harvill        | 14 septembre 1963 |
| (2974) Holden         | 23 août 1955      |
| (2996) Bowman         | 5 septembre 1954  |
| (3070) Aitken         | 4 avril 1949      |
| (3145) Walter Adams   | 14 septembre 1955 |
| (3167) Babcock        | 13 septembre 1955 |
| (3180) Morgan         | 7 septembre 1962  |
| (3185) Clintford      | 11 novembre 1953  |

| (3282) Spencer Jones    | 19 février 1949   |
| (3363) Bowen            | 6 mars 1960       |
| (3371) Giacconi         | 14 septembre 1955 |
| (3428) Roberts          | 1er mai 1952      |
| (3433) Fehrenbach       | 15 octobre 1963   |
| (3447) Burckhalter      | 29 septembre 1956 |
| (3474) Linsley          | 27 avril 1962     |
| (3520) Klopsteg         | 16 septembre 1952 |
| (3572) Leogoldberg      | 28 octobre 1954   |
| (3654) AAS              | 21 août 1949      |
| (3717) Thorenia         | 15 février 1964   |
| (3882) Johncox          | 7 septembre 1962  |
| (3959) Irwin            | 28 octobre 1954   |
| (3961) Arthurcox        | 31 juillet 1962   |
| (4045) Lowengrub        | 9 septembre 1953  |
| (4046) Swain            | 7 octobre 1953    |
| (4048) Samwestfall      | 30 octobre 1964   |
| (4299) WIYN             | 28 août 1952      |
| (4300) Marg Edmondson   | 18 septembre 1955 |
| (4388) Jürgenstock      | 3 novembre 1964   |
| (4423) Golden           | 4 avril 1949      |
| (4463) Marschwarzschild | 28 octobre 1954   |
| (4911) Rosenzweig       | 16 octobre 1953   |
| (4912) Emilhaury        | 11 novembre 1953  |
| (5074) Goetzoertel      | 24 août 1949      |
| (5536) Honeycutt        | 23 août 1955      |
| (5567) Durisen          | 21 mars 1953      |
| (5568) Mufson           | 14 octobre 1953   |
| (7001) Noether          | 14 mars 1955      |
| (7368) Haldancohn       | 20 janvier 1966   |
| (7723) Lugger           | 28 août 1952      |
| (8059) Deliyannis       | 6 mai 1957        |
| (8320) van Zee          | 13 septembre 1955 |
| (9143) Burkhead         | 16 septembre 1955 |
| (9144) Hollisjohnson    | 25 octobre 1955   |
| (9260) Edwardolson      | 8 octobre 1953    |
| (9261) Peggythomson     | 8 octobre 1953    |
| (19912) Aurapenenta     | 14 septembre 1955 |
| (30718) Records         | 14 septembre 1955 |